# Флора кнежевине Србије
Флора кнежевине Србије (лат. Flora Principatus Serbiae) је монографско научно дело Јосифа Панчића штампано 1874. у Београду.
Описујући дивљу флору, прво у капиталном делу а нешто касније, 1884. и у Додатку флоре — на заједничких преко хиљаду страна — аутор приказује богат диверзитет биља Србије, коју на основу тог богатства овај пионир савремене науке назива „благословеном”.

## Позадина
Аутор књиге др Јосиф Панчић био је један од најобразованијих људи Европе свога времена, зачетник природних наука у Србији, оснивач бројних културних и научних установа, до своје смрти учитељ 34 генерације ђака Лицеја и Велике школе — будућих српских научника. Био је по струци лекар, али по личном интересовању и занимању ботаничар, и као такав, учитељ природослова и први председник краљевске академије, предаче САНУ.
У књизи је представио своја сазнања која је сакупио током обиласка многобројних српских планина, река, кањона, махала — опис тачно 2054 врста. У полихисторском духу свога времена искористио је књигу да представи и своја путовања. У књизи је описао и Крагујевачки слез (Althaea kragujevacensis) данас ишчезлу ендемску врсту, коју је 1848. пронашао на Метином брду, надомак Крагујевца.
Током свог вишегодишњег рада обишао је кнежевину Србију, Стару Србију и Македонију, Црну Гору, Далмацију и Бугарску, те стекао и у данашњим условима завидно знање о флори јужнословенских земаља. Открио је и први описао за науку велики број организама (Панчићев скакавац, Крагујевачки слез). Путовао је и на ботаничке екскурзије у Италију и Аустрију, а биљака у његовом хербару има и из околине Пеште и Будима.

## Значај
Детаљан и уједно први опис српске флоре је Панчићево најзначајније писано дело. Ова његова књига је посебно важна због раног објављивања, у периоду рађања модерне науке не само у Србији него и у свету, и као таква, својим строго критичним приступом и професионалном обрадом стручне теме служила је као пример за углед другима. Поставила је научни рад у Србији на солидну основу, допринела да се испуни озбиљношћу и одмах у старту почне оцењивати високим стручним мерилима.
Близу 150 година од њеног првог издавања књига и дан-данас стоји раме уз раме са модерним монографијама. Из предговора САНУ:
| „Флора... представља, несумњиво, класично дело српске науке и једно од најзначајнијих монографских дела српских у области природних наука, посебно биологије и ботанике.” |

Књига је доживела низ посмртних издања, нека од којих су:
- Флора Кнежевине Србије и Додатак Флори кнежевине Србије, архивско (поновљено) издање. САНУ, Београд, 1976
- Флора Кнежевине Србије, на 713 страна (у оквиру едиције „Сабрана дела Јосифа Панчића”)[1]